# Cumberland (rivier)

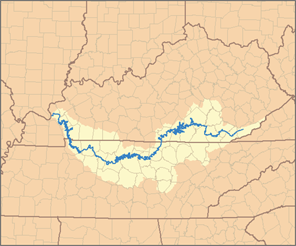
Het stroomgebied van de Cumberland.

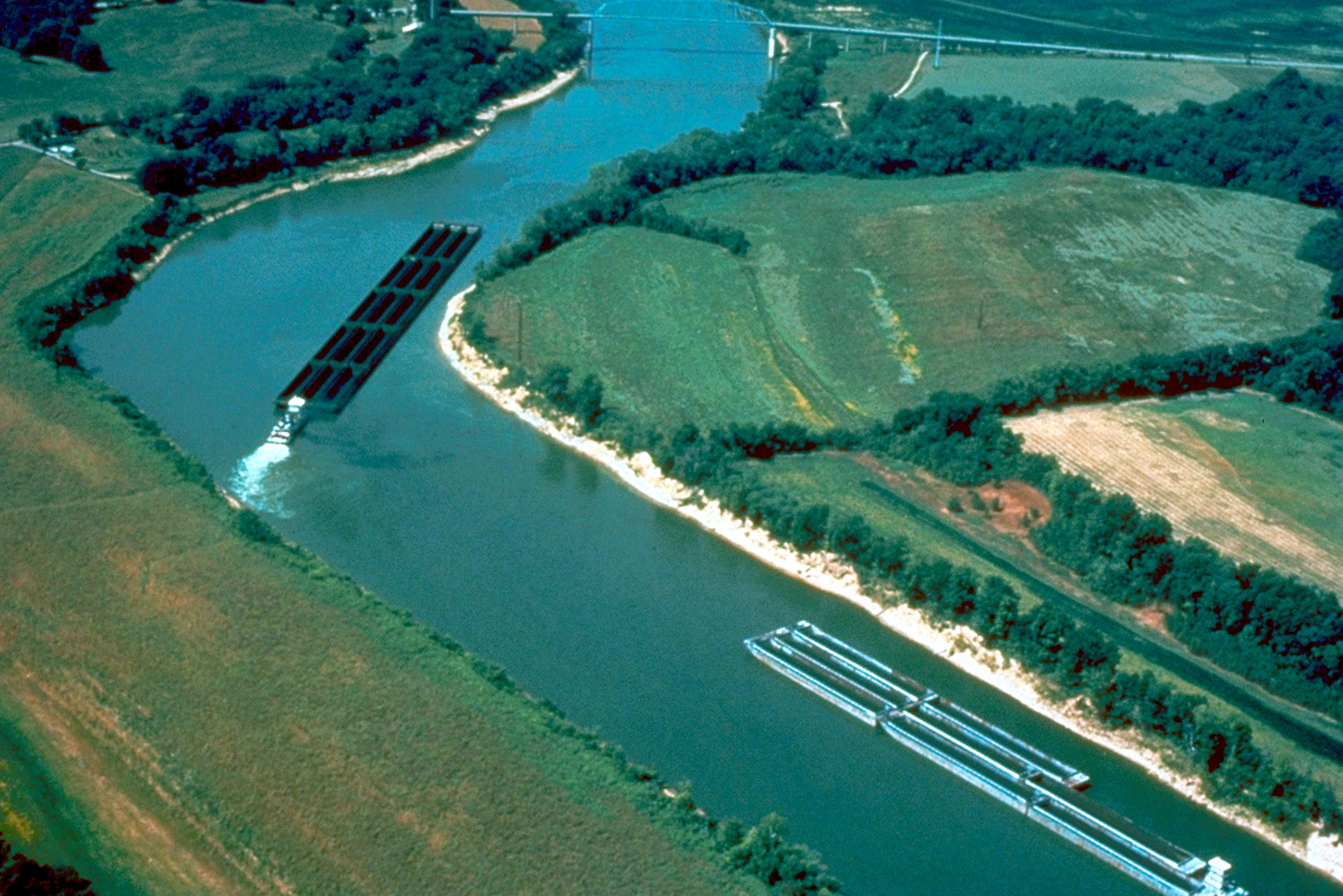
Duwbakken op de Cumberland ter hoogte van Smithland (Kentucky), bijna aan het einde van de rivier.

De Cumberland is een zijrivier van de Ohio in het zuidoosten van de Verenigde Staten. De rivier heeft een stroomgebied van 46 830 km2, behaalt een lengte van 1106 kilometer en daalt daarbij 352 meter. De rivier heeft een debiet van 862 kubieke meter per seconde.
De rivier de Cumberland ontstaat uit de samenvloeiing van drie bronrivieren in Harlan County, in het zuidoosten van Kentucky, vlak bij de grens met Virginia. Vanaf daar stroomt de rivier door het zuiden van Kentucky en het noorden van Tennessee tot aan Nashville en buigt terug naar het noorden, stroomt door het westen van Kentucky voordat hij in die staat bij de plaats Smithland in de Ohio uitmondt.
- National Archives and Records Administration: 10042596